# Dicyphus
Genre
Dicyphus est un genre de petits insectes hétéroptères (punaises) de la famille des Miridae.

## Liste d'espèces
Selon Catalogue of Life (13 juin 2020) :
- Dicyphus albonasutus Wagner, 1951
- Dicyphus alkannae Seidenstucker, 1956
- Dicyphus alluaudi Vidal, 1952
- Dicyphus annulatus (Wolff, 1804)
- Dicyphus azadicus Linnavuori & Hosseini, 1999
- Dicyphus baezi Ribes, 1983
- Dicyphus bolivari Lindberg, 1934
- Dicyphus botrydis Rieger, 2002
- Dicyphus cerastii Wagner, 1951
- Dicyphus cerutti Wagner, 1946
- Dicyphus constrictus (Boheman, 1852)
- Dicyphus deylamanus Linnavuori & Hosseini, 1999
- Dicyphus digitalidis Josifov, 1958
- Dicyphus discrepans Knight, 1923
- Dicyphus eckerleini Wagner, 1963
- Dicyphus epilobii Reuter, 1883
- Dicyphus errans (Wolff, 1804)
- Dicyphus escalerae Lindberg, 1934
- Dicyphus famelicus (Uhler, 1878)
- Dicyphus fieberi Stichel, 1938
- Dicyphus flavoviridis Tamanini, 1949
- Dicyphus furcifer Muminov, 1978
- Dicyphus geniculatus (Fieber, 1858)
- Dicyphus globulifer (Fallen, 1829)
- Dicyphus gracilentus Parshley, 1923
- Dicyphus gracilis (Poppius, 1914)
- Dicyphus heissi Ribes & Baena, 2006
- Dicyphus hesperus Knight, 1943
- Dicyphus hyalinipennis (Burmeister, 1835)
- Dicyphus incognitus Neimorovets, 2006
- Dicyphus josifovi Rieger, 1995
- Dicyphus lindbergi Wagner, 1951
- Dicyphus linnavuorii Wagner, 1967
- Dicyphus maroccanus Wagner, 1951
- Dicyphus martinoi Josifov, 1958
- Dicyphus matocqi Ribes & Baena, 2006
- Dicyphus melanocerus Reuter, 1901
- Dicyphus montandoni Reuter, 1888
- Dicyphus nigrifrons Reuter, 1906
- Dicyphus orientalis Reuter, 1879
- Dicyphus paddocki Knight, 1968
- Dicyphus pallicornis (Fieber, 1861)
- Dicyphus pallidus (Herrich-Schaeffer, 1836)
- Dicyphus parkheoni Lee & Kerzhner, 1995
- Dicyphus pauxillus Muminov, 1978
- Dicyphus peruanus Carvalho & Melendez, 1986
- Dicyphus poneli Matocq & Ribes, 2004
- Dicyphus regulus (Distant, 1909)
- Dicyphus rubicundus Blöte, 1929
- Dicyphus rubusensis Penalver & Baena, 2000
- Dicyphus sedilloti Puton, 1886
- Dicyphus seleucus Seidenstucker, 1969
- Dicyphus sengge Hutchinson, 1934
- Dicyphus stachydis J.Sahlberg, 1878
- Dicyphus stitti Knight, 1968
- Dicyphus tamaninii Wagner, 1951
- Dicyphus testaceus Reuter, 1879
- Dicyphus thoracicus Reuter, 1879
- Dicyphus tumidifrons Ribes, 1997
- Dicyphus vestitus Uhler, 1895